# 彭家弄历史文化街区
彭家弄历史文化街区位于江西省景德镇市珠山区历史城区内，东接御窑厂遗址保护范围，历史上是制瓷手工业生产、水运商贸、传统居住地段，目前仍以建于明清时期的历史建筑为主。历史街巷包括方家弄、方家下弄、水府弄、彭家下弄、毕家弄等。
2015年，彭家弄历史文化街区公布为第一批江西省历史文化街区。彭家弄历史文化街区的保护范围，北至斗富弄；西至沿江东路；东至中山路；南至福寿弄。占地面积约为2.47公顷。街区内拥有市级文物保护单位湖北会馆和毕家下弄钉鞋铺、毕家下弄米谷行、毕家下弄栅门等重要遗存。彭家弄历史文化街区内众多年久失修的明清建筑，进行了保护与整治。

## 文物保护
| 名称                 | 编号                 | 类型                 | 所在                       | 时代                 | 图片                 |
| 江西省文物保护单位   | 江西省文物保护单位   | 江西省文物保护单位   | 江西省文物保护单位         | 江西省文物保护单位   | 江西省文物保护单位   |
| 景德镇市文物保护单位 | 景德镇市文物保护单位 | 景德镇市文物保护单位 | 景德镇市文物保护单位       | 景德镇市文物保护单位 | 景德镇市文物保护单位 |
| -------------------- | -------------------- | -------------------- | -------------------------- | -------------------- | -------------------- |
| 景德镇湖北会馆       |                      | 古建筑               | 景德镇市珠山区彭家下弄13号 |                      |                      |